# Шоле

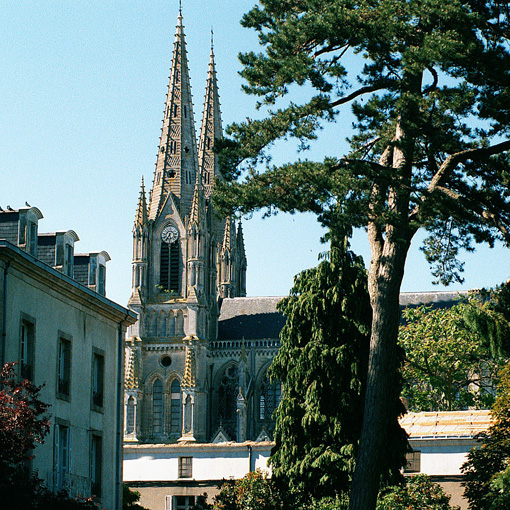

Шоле́ (фр. Cholet) — город и коммуна во Франции.

## География
Город Шоле расположен в западной части Франции, на юге департамента Мен и Луара региона Земли Луары. Координаты: 47° 03´ с. ш., 0° 52´ з. д. Он является административным центром округа Шоле и трёх кантонов Шоле-1, Шоле-2 и Шоле-3. Площадь коммуны составляет 87,47 км². Численность населения — 56 115 человек (на 2012 год). Плотность населения — 625,4 чел./км².

## История
Поселения в районе города появились ещё во времена неолита. В галло-римскую эпоху городок носил название Cauletum (от лат. капуста). В Средние века Шоле славился своими ткацкими изделиями. В наши дни в городе открыт Музей текстиля.
В годы Великой Французской революции Шоле становится центром вандейской контрреволюции. 17 октября 1793 года здесь произошла битва при Шоле между французской республиканской армией и войсками вандейских мятежников, закончившаяся победой революционных войск.
С 1924 по 1980 год в Шоле находилась картина Николая Ге «Распятие» 1892 года (в настоящее время в Музее Орсе в Париже). Первоначально полотно было подарено сыном художника городскому собору Святого Петра, а впоследствии перемещено в Музей истории и искусств Шоле.

## Достопримечательности
- Музей истории и искусств Шоле — знаменит экспозицией, посвящённой событиям Вандейского мятежа.
- Музей моды и текстиля[фр.] — располагается в старинном фабричном здании.

## Экономика
Шоле находится в промышленно развитом районе страны. С давних времён Шоле является крупным центром текстильной промышленности, что отразилось на внешнем виде города, так как дома ткачей до сих пор вписываются в его пейзаж. Здесь же находятся французский лицей моды (lycée de la Mode, музей текстиля, а также множество предприятий прет-а-порте, специализирующихся на детских товарах (Catimini).
Помимо текстильной деятельности, Шоле имеет репутацию, как в национальном так и в интернациональном масштабе, в других отраслях индустрии :
- Michelin : предприятие, занимающее первое место в Европе по производству шин ;
- Dorel (раньше Ampafrance) : детские товары
- Nicoll : первый европейский производитель синтетических материалов для строительства ;
- Abeille (филиал группы Laiterie de Saint-Denis-de-l'Hôtel): производитель напитков ;
- Thales : международная промышленная группа в области электроники, специализирующаяся в информационных системах стратегического назначения ;
- Charal : производитель свежих и замороженных мясных продуктов ;
- Jeanneau : производитель катеров и яхт ;
- Nadia : производитель дорожных знаков.

## Города-партнёры
- Ольденбург
- Дения
- Солихалл
- Дорохой
- Сао
- Арая[англ.]